# HIV 본태성 내성
소수의 사람들은 에이즈를 일으키는 바이러스인 HIV에 대한 부분적인, 혹은 완전한 본태성 내성을 가지고 있다. 내성이 발현하는 경우의 대부분은 HIV의 공동수용체로 작용하는 백혈구의 CCR5를 암호화하는 유전자에 나타난 돌연변이이다. HIV에 대해 어떤 형태로든 내성을 가진 사람의 비율은 전 세계에서 10% 이하로 추정된다.

## 역사
1994년 처음으로 HIV에 대한 내성을 가진 사람이 보고되었다. 스티븐 크론의 다른 파트너들은 전부 HIV에 감염되었으나 크론 본인 혼자 HIV 검사에서 전부 음성이 나오고 HIV에 내성이 있는 것으로 밝혀졌다. 크론의 HIV 내성은 백혈구에 HIV 수용체가 아에 없어서 생긴 것으로 HIV가 백혈구 외부의 CD4 단백질에 아에 감염되지 못했다. 이렇게 HIV에 대한 수용체가 아에 없거나 HIV가 달라붙지 못할 정도로 수용체 단백질 길이가 짧아져서 생기는 돌연변이를 CCR5-Δ32 돌연변이라고 한다. 이 델타32 돌연변이는 HIV 양성 산모의 일부 자손, 보건 공무원, 성 노동자 등 HIV에 노출되었어도 감염되지 않는 소수의 집단과 연관되어 있다.
2000년대 초반 연구진들은 케냐 나이로비에서 1년에 약 6-70명이 넘는 HIV 양성 고객과 성적인 접촉을 함에도 불구하고 HIV 감염 징후가 전혀 없는 소수의 성 노동자를 발견했다. 이 성 노동자들은 델타32 돌연변이를 가지고 있지 않아 연구진들은 다른 요인으로도 HIV에 대한 본태성 내성을 가질 수 있을 것이라 추측했다. 캐나다 공중보건처 연구원들은 HIV 감염이 되지 않는 성 노동자에게서 15개의 돌연변이 단백질을 발견하였다. 하지만 나중에 일부 성노동자는 HIV에 감염된 것이 확인되었으며 옥스퍼드 대학교의 연구원인 사라 롤랜드 롤스는 지속적인 바이러스 노출이 면역력 유지에 효과적이라고 주장하고 있다.

## CCR5 돌연변이
CCR5나 CD195로도 알려진 C-C 시모카인 수용체 타입 5는 백혈구 표면에 있는 단백질로, 케모카인의 수용체 역할을 하며 면역계에 관여한다. T세포가 특정 조직과 장기의 표적에 끌리는 데 작용한다. HIV의 여러 변종들은 CCR5를 공동수용체로 사용하여 숙주 세포에 들어가 감염시킨다. 몇몇 사라들에게서는 CCR5 유전자에 CCR5-Δ32라는 돌연변이를 가지고 있는데, 이 돌연변이를 가지고 있으면 HIV에 감염되지 않는다.
인간에게서 CCR5 단백질이 암호화되어 있는 CCR5 유전자는 3번 염색체의 21번 염색체좌에 있는 짧은 (p) 팔에 있다. 1981년 6월부터 2016년 10월까지 진행한 코흐트 연구에서 델타32 유전자가 삭제되는 돌연변이와 HIV 감염 사이 상관관계를 조사하였꼬 델타32 돌연변이의 동형접합 보유자가 HIV-1 감염의 M형 변종에 내성을 가진다는 것을 발견하였다. 특정 개체에서는 CCR5 유전자 일부가 아에 삭제되는 델타32 돌연변이를 물렵다기도 한다.

## TNPO3 돌연변이
2019년에는 1F형 지대근 이영양증(LGMD1F)의 원인이 되는 TNPO3 돌연변이도 HIV-1의 선천성 내성을 가진다는 사실이 밝혀졌다. TNP03 유전자는 감염된 세포로 바이러스를 수송하는 데 관여한다. LGMD1F에 감염된 가족의 혈액 샘플 검사에서 HIV 감염에 내성을 보였다. CCR5Δ32 돌연변이는 CCR5 수용체를 이용하는 바이러스 변종의 감염 진입 경로를 차단하지만 LGMD1F를 일으키는 TNPO3 돌연변이는 CXCR4 수용체를 차단해 다른 HIV-1 변종에게도 내성 효과가 존재한다.

## 세포독성 T림프구
세포독성 T림프구(CTL)는 바이러스에 지속적으로 노출될 경우 HIV에 대한 내성을 가진다. 성 노동자의 경우 성기 점액 내 이런 CTL이 있어서 이성애자 성교 사이 HIV 전염을 어느 정도 막는 것으로 알려졌다. 보호용 내성을 만드는 동안 HIV에 노출될 경우 CTL은 제대로 효과를 발휘하지 못한다. 이는 질액 내 면역글로불린 A 반응과 같이 CTL이 HIV의 유전자적 저항의 지표로 볼 수 있다.

### 아프리카의 비인간계 영장류
아프리카 대륙에 서식하는 침팬지는 인간보다 더 느린 속도로 에이즈에 감염되는 사실이 밝혀졌다. 이런 저항성은 영장류가 인간보다 바이러스를 좀 더 잘 통제하여 에이즈 증상이 느리게 일어나는 것이 아닌, HIV가 에이즈를 일으키며 증식하는 데 필요한 체내에 만들어지는 세포 조직 자체가 적어서 일어나는 것으로 보인다. 또한 침팬지는 HIV의 확산에 필요한 CD4 T 세포와 면역 활성화 자체가 인간보다 더 적다.

## 같이 보기
- 티모시 레이 브라운
- 진입 억제제
- HIV 항성